# Lithostege asinata
Lithostege asinata là một loài bướm đêm trong họ Geometridae.